# How High
How High er en komediefilm fra 2001 instrueret af Jesse Dylan. Filmen omhandler Silas (spillet af Method Man) og Jamal (spillet af Redman).

## Handling
Silas dyrker diverse planter i sin lejlighed, hvor mange lægger visit. 
En dag besøger hans ven Ive ham, da han har en date med en kvinde han har mødt på nettet, og skal lige købe noget til at holde aftenen interessant.
Ive har fået dreads og samtidig er et "mærke" vokset frem i mellem hans øjenbryn – og det er hans date ikke tilfreds med, derfor ender aftenen med at Ive ser TV og ryger, falder i søvn, hvorefter der går ild i hans hår. 
Silas bruger Ive's aske til en ny plante han kalder "The Ivory"
Silas og Jamal mødes på en p-plads med den berømte sætning "Got blunt?" – "Got weed?"
Der opdager de begge, at Ive kommer frem, hver gang man ryger ham.
Ive er kommet for at hjælpe Silas og Jamal med at bestå deres eksamener. 
De får begge A+ og kan komme ind på alle colleges i landet. 
De vælger Harvard University og får A+ i alle fag, pga. en hjælpende hånd fra Ive til deres prøver.
De laver en masse lort på skolen – holder bl.a. ulovlige fester på skolen hvor Cypress Hill optræder, springer duer i luften på en af lærernes kontor, river "The Dooster" statuen ned, og får til sidst så dårlige karakterer at de er tæt på at blive smidt ud (de dårlige karakterer skyldes, at deres Ivory-plante er blevet stjålet af en "frivillig betjent" under skolefesten) – heldigvis for dem begge er Jamal i mellemtiden blevet kærester med vicepræsidentens datter og pga. Silas har fået A+ i botanik, kan de begge fortsætte. 

## Medvirkende
- Method Man – Silas P. Silas
- Redman – Jamal King
- Obba Babatunde – Dean Cain
- Mike Epps – Baby Powder
- Anna Maria Horsford – Mamma King
- Fred Willard – Carl Huntley
- Essence Atkins Vice President Daughter
- Hector Elizondo – Bill the Crew Coach
- Lark Voorhies – Lauren
- Al Shearer – I Need Money
- Chuck Davis – Ivory
- Essence Atkins – Jamie
- Chris Elwood – Bart
- T.J. Thyne – Gerald
- Trieu Tran – Tuan
- Justin Urich – Jeffrey
- Spalding Gray – Professor Jackson

## Eksterne Henvisninger
- How High på Internet Movie Database (engelsk)
- How High på Filmdatabasen
- How High på Scope
- How High i Svensk Filmdatabas (svensk)
- How High på AlloCiné (fransk)
- How High på MovieMeter (nederlandsk)
- How High på AllMovie (engelsk)
- How High på Turner Classic Movies (engelsk)
- How High på The Movie Database (engelsk)
- How High på Rotten Tomatoes (engelsk)

1. ↑  Navnet er anført på svensk og stammer fra Wikidata hvor navnet endnu ikke findes på dansk.